# 로버트 블록

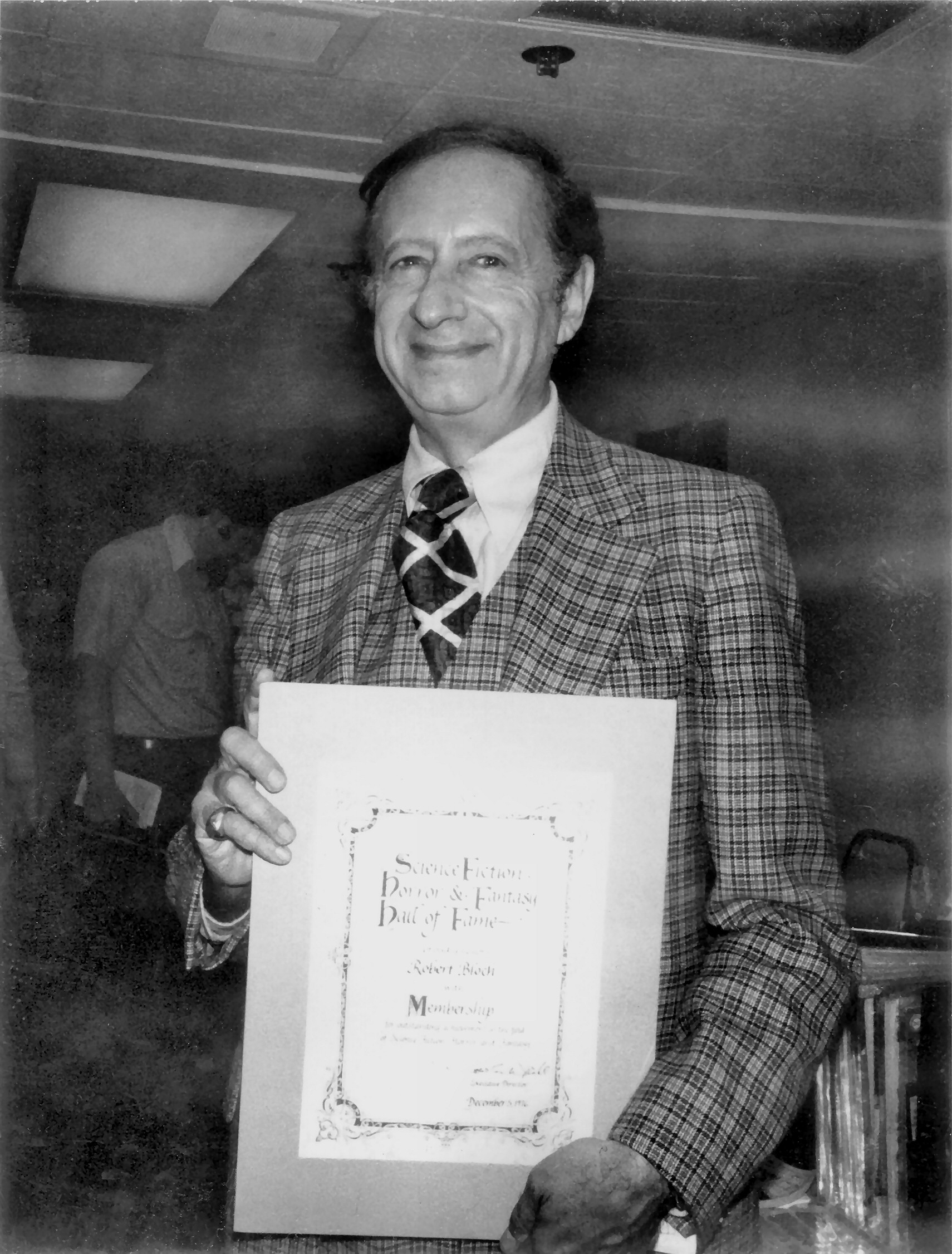

로버트 알버트 블록 (Robert Albert Bloch, 1917년 4월 5일 – 1994년 9월 23일)은 주로 범죄, 심리적 공포 및 판타지를 소재로 한 미국 소설 작가이며, 대부분이 라디오, 영화 및 TV용으로 각색되었다. 그는 또한 비교적 적은 양의 공상과학 소설을 썼다. 그의 작가 경력은 텔레비전과 영화 분야에서 30년 이상을 포함하여 60년 동안 지속되었다. 알프레드 히치콕의 동명의 영화의 기초가 된 사이코 (1959)의 작가로 가장 잘 알려진 블로흐는 수백 편의 단편 소설과 30편이 넘는 소설을 썼다. 심리적인 접근 방식을 다루는 범죄 및 공포 이야기를 전문으로 했다.
Bloch는 초기 경력에 Weird Tales 와 같은 펄프 매거진에 기고했으며 다작의 시나리오 작가이자 SF 팬진 및 일반 팬덤에 주요 기고가이기도 했다.
그는 휴고상, 브램 스토커 상 및 세계 환상 문학상을 수상했다. 그는 1970년 미국 미스터리 작가 회장을 역임했다.